# Campionati europei di 49er & 49er FX 2019
I Campionati europei di 49er & 49er FX 2019 si sono svolti a Weymouth, in Gran Bretagna, dal 13 al 19 maggio.

## Podi
| Evento  | Oro                                          | Argento                                | Bronzo                              |
| 49er    | Regno Unito Dylan Fletcher Stuart Bithell    | Regno Unito James Peters Fynn Sterritt | Spagna Diego Botín Iago López       |
| 49er FX | Paesi Bassi Annemiek Bekkering Annette Duetz | Norvegia Helene Næss Marie Rønningen   | Svezia Vilma Bobeck Malin Tengström |

## Medagliere
| Posiz. | Nazione     | Oro | Argento | Bronzo | Totale |
| ------ | ----------- | --- | ------- | ------ | ------ |
| 1      | Regno Unito | 1   | 1       | 0      | 2      |
| 2      | Paesi Bassi | 1   | 0       | 0      | 1      |
| 3      | Norvegia    | 0   | 1       | 0      | 1      |
| 4      | Spagna      | 0   | 0       | 1      | 1      |
| 4      | Svezia      | 0   | 0       | 1      | 1      |
| Totale | Totale      | 2   | 2       | 2      | 6      |